# Never Let You Go
Pistes de My World 2.0
Runaway Love Overboard
 Never Let You Go   est une chanson du chanteur canadien Justin Bieber. La chanson a été écrite et produite par Johnta Austin et Bryan-Michael Cox. C'est le deuxième single de l'album My World 2.0 et elle est sortie le 2 mars 2010.

## Clip vidéo
Dans le clip, il est avec Paige Hurd, une jeune actrice devant un aquarium et la séduit. Rolling Stone a confirmé que le clip vidéo du single avait déjà été tourné par le réalisateur Colin Tilley lorsque Justin était à l'Atlantis Resort aux Bahamas.

## Classement
| Hit-parades (2010)           | Pic |
| ---------------------------- | --- |
| Canadian Hot 100             | 14  |
| États-Unis Billboard Hot 100 | 21  |